# Gravité à la manque
Gravité à la manque (titre original : When Gravity Fails) est un roman de science-fiction cyberpunk publié par George Alec Effinger en 1987. Il a été sélectionné aux prix Nebula du meilleur roman 1987 et prix Hugo du meilleur roman en 1988. C'est le premier livre ayant le détective privé Marid Audran comme héros, suivi de Privé de désert en 1988 et Le talion du Cheikh en 1991. L'auteur avait commencé à travailler sur un quatrième roman, en anglais Word Of Night (« le mot de la nuit »), mais est décédé avant d'avoir pu le terminer.

## Édition
- Présence du futur no 485, 1989